# Acalypha tomentosa
Acalypha tomentosa é uma espécie de flor do gênero Acalypha, pertencente à família Euphorbiaceae.